# Borman
Borman er et nedslagskrater på Månen. Det befinder sig på den sydlige halvkugle på Månens bagside og er opkaldt efter den amerikanske astronaut Frank Borman (født 1928).
Navnet blev officielt tildelt af den Internationale Astronomiske Union (IAU) i 1970. 
Krateret observeredes første gang i 1965 af den sovjetiske rumsonde Zond 3.

## Omgivelser
Bormankrateret ligger over den sydøstlige del af den indre ring af bjerge, som omgiver bassinkrateret Apollo. 

## Karakteristika
Randen af Bormankrateret er forblevet skarp, selvom der ligger et mindre krater over dets nordvestlige rand. De indre er noget ujævnt, men dog forholdsvis fladt. "Borman L" er et ældre og meget mere nedslidt krater, som er forbundet med Bormans sydlige rand.

## Satellitkratere
De kratere, som kaldes satellitter, er små kratere beliggende i eller nær hovedkrateret. Deres dannelse er sædvanligvis sket uafhængigt af dette, men de får samme navn som hovedkrateret med tilføjelse af et stort bogstav. På kort over Månen er det en konvention at identificere dem ved at placere dette bogstav på den side af satellitkraterets midte, som ligger nærmest hovedkrateret. Bormankrateret har følgende satellitkratere:
| Borman | Længde  | Bredde   | Diameter |
| ------ | ------- | -------- | -------- |
| L      | 40,1° S | 147,2° V | 28 km    |
| V      | 37,4° S | 150,6° V | 28 km    |

De følgende kratere har fået nyt navn af IAU:
- Borman A — Se McNairkrateret.
- Borman X — Se Resnikkrateret.
- Borman Y — Se McAuliffekrateret.
- Borman Z — Se Jarviskrateret.

## Måneatlas
- Billeder af Bormankrateret i LPI-måneatlasset